# لوكا سولاري
لوكا سولاري (بالإيطالية: Luca Solari)‏ هو دراج إيطالي، ولد في 2 أكتوبر 1979 في كاستل سان جوفاني في إيطاليا.

## وصلات خارجية
- لوكا سولاري على موقع الاتحاد الدولي للدراجات (الإنجليزية)
- لوكا سولاري على موقع أرشيف الدراجات (الإنجليزية)
- لوكا سولاري على موقع إحصائيات الدراجات الإحترافية (الإنجليزية)
- لوكا سولاري على موقع نسبة الدراجات (الإنجليزية)